# 籠坂トンネル
籠坂トンネル（かごさかトンネル）は、山梨県富士吉田市から静岡県駿東郡小山町に所在する東富士五湖道路のトンネルである。

## 概要
- 全長 - 2,995 m
- 車線数 - 暫定2車線
- 供用開始日 - 1989年（平成元年）3月29日

山梨県と静岡県の県境を通過するトンネルである。国道138号の籠坂峠は、急勾配が連続し交通の難所でもあり冬季は積雪などによって閉鎖されることもあるため、当トンネルが御殿場 - 山中湖間のメインルートでもある。

## 隣
E68 東富士五湖道路
(4) 山中湖IC - 籠坂トンネル - 須走料金所 - (5) 須走IC